# キロロリゾート
キロロリゾート（英: Kiroro Resort）は、北海道余市郡赤井川村にあるリゾート施設。朝里岳と長峰岳の斜面にあるスキー場をはじめ、自然を生かしたアクティビティなどを楽しむことができる通年型リゾート施設となっている。

## 概要
赤井川村は、キロロリゾートのオープンは村の過疎化対策に一定の役割を果たし、村の税収が4倍になるなどの大きな影響を与えたとしている。
「朝里岳山頂『ニイサの鐘』／キロロリゾート」として「恋人の聖地」に選定されている。
親会社であるタイ王国の不動産会社「プロパティ・パーフェクト」は、コンドミニアム「Yu Kiroro」やコンドミニアムとスキー場を結ぶリフトとゴンドラを建設しているほか、「キロロ2020ロードマップ」として新たなホテル、ヴィラやコンドミニアム、娯楽施設などを整備する計画を発表した。

### 名称の由来
「キロロ」はアイヌ語の「心」「力」「才能」などの意味を持つ言葉の響きをヒントに名づけられた。なお、「キロロ」と読む地名は浦幌町に「貴老路」、本別町に「嫌侶」があり、それらの名称の由来には「キロ-オ-ル」（kir-o-ru、人が踏み固めた広い道：山田秀三・知里真志保説）、「キロロ」（kiroro、勢力：永田方正説）、「ピ-ヲロ」（pi-oro、小石・多い：松浦武四郎説）などの諸説がある。
女性デュオ「Kiroro」のグループ名は、ボーカルの玉城千春が小学生の頃に地域交流で北海道池田町に行き、耳に残ったアイヌ語「kiroru」（人間が踏み固めた広い路）や「kiroro-an」（強い・健やか・盛ん・大きい・かたくな）の言葉の意味や響きに魅かれたことに由来している。同じネーミングが縁で、1998年（平成10年）にはキロロリゾートとタイアップしたほか、2004年（平成16年）にはキロロリゾートでファンの集いとコンサート「ゆんたくさびら vol.3」を開催している。

## 沿革

### 村とヤマハによる開発
赤井川村の産業は農林業を中心としているが、社会経済の変動による人口流出に歯止めがかからないため、1984年（昭和59年）に「赤井川村総合計画」を策定し、後志広域観光の一角として観光に力を入れる施策を立てた。同年、ある企業から村内にスキー場を建設したいという申し出があり、村と共同で「赤井川村森林リゾート開発協議会」を設立したが、国有林を活用するため企業側の事業計画に沿った開発をすることができず、1986年（昭和61年）に開発を断念した。
そこで、赤井川村はスキー場の開発に関心のある企業を探し、1987年（昭和62年）に日本楽器製造（現在のヤマハ）とともに「赤井川村森林レクリエーション協議会」を設立して朝里岳の西部にある国有林を開発するという計画に着手した。1988年（昭和63年）にヤマハは100%出資の子会社「ヤマハ北海道リゾート開発」を設立したほか、当時の林野庁は国有林を活用した開発をする場合は地方自治体が開発主体に加わることを求めていたため、ヤマハ、ヤマハ発動機、ヤマハ北海道リゾート開発に赤井川村も出資した第三セクター「赤井川森林レクリエーション開発公社」（1991年に「キロロ開発公社」と改称）を設立した。そして、林野庁が推進していた「森林空間総合利用地域」（ヒューマン・グリーン・プラン）に北海道で初めて認定された。
1989年（平成元年）に国有保安林の解除手続きが完了すると、赤井川森林レクリエーション開発公社はスキー場の工事を開始した。また、リゾート開発の名称を「キロロ」とすることが決まった。キロロのリゾート開発は、スキー場の「マウンテンエリア」、テニスコートや多目的スポーツ広場の「レクリエーションエリア」、会員制ホテルと飲食・ショッピング街を中心とする「キロロタウン」、約20 km離れた富田地区を開発する「ゴルフエリア」に分けられ、このうちマウンテンエリアとレクリエーションエリアの開発を赤井川森林レクリエーション開発公社が担当し、キロロタウンとゴルフエリアの開発をヤマハ北海道リゾート開発が担当した。
1990年（平成2年）に北海道から特定開発行為が許可されると、ゴルフ場の工事が開始され、翌1991年（平成3年）にはキロロタウンの工事が始まった。そして、同年末にスキー場「キロロスノーワールド」、ホテル「マウンテンホテル」と「マウンテンセンター」、多目的スポーツグラウンド「スノーモービルワールド」がオープンした。オープン当初の2か月でスキー場には15万人弱の客入りがあり、マウンテンホテルの稼働率も100%近くとなるなど好調なスタートを切った。

### 経営悪化とヤマハの撤退
しかしすでにバブル崩壊が始まっていた時期でもあり、1992年（平成4年）にはヤマハ北海道リゾート開発の親会社であるヤマハの業績悪化に伴う人員整理問題によってキロロのリゾート開発を推進していた川上浩が社長の職を辞し、キロロタウンに予定していたリゾートマンションなどの建設延期を発表した。1993年（平成5年）には川上が兼務していたキロロ開発公社の社長も交代したが、同年にはゴルフ場「キロロゴルフクラブ」、ホテル「ホテルピアノ」や「キロロタウン」がオープンした。
ヤマハ北海道リゾート開発は、ホテルやゴルフ場のリゾート会員権の販売で投資の早期回収を見込んでいたが、バブル崩壊により会員権の販売は、投資金額約330億円の半分以下となる約120億円に留まっていた。同社の1993年度（平成5年度）決算では累計損失が42億6,000万円となっており、約150億円の債務超過に陥っていた。そこで、1994年（平成6年）にヤマハ北海道リゾート開発は兄弟会社のヤマハリゾートに営業権を譲渡し、翌年に会社を清算した。
一方、キロロ開発公社もオープン以来の経営赤字が続いており、累積赤字が50億円を超えて長短借入金も約150億円まで膨れ上がっていたが、これらは各種施設の工事代金約208億円の支払いで生じたものであった。1995年（平成7年）にキロロ開発公社は臨時株主総会を開き、減資と増資による経営再建案を議決した。これにより、資本金80億円を20億円にまで減資し、差額を前年度末の累積損失62億円の処理に充てた。そして第三者割当増資によって20億円の増資（ヤマハが18億円、赤井川村が2億円を負担）を行い、資本金を40億円とした。その結果、ヤマハのキロロ開発公社への出資比率は60.3%になり、ヤマハの連結子会社となった。さらに借入金を削減するため、多目的スポーツグラウンドなどの施設をヤマハリゾートへ売却したほか、人件費の削減などを行って単年度の損益を改善した。こうして、キロロ開発公社の事業はスキー場のリフト運営とホテルの賃貸業に特化することになった。
ヤマハ北海道リゾート開発の清算とキロロ開発公社の経営再建に大きな役割を担ったヤマハリゾートであるが、国際競争やバブル崩壊の影響で業績が低迷していた中でキロロ再建への負担がより経営を悪化させたため、ヤマハが1996年（平成8年）にヤマハリゾートの支援策を発表した。
2000年（平成12年）にはヤマハのキロロ開発公社に対する持株比率が61.6%から94.3%となり、2002年（平成14年）にヤマハはヤマハリゾートを吸収合併、2003年（平成15年）にキロロ開発公社の赤井川村出資分を買収して100%子会社としたほか、2004年（平成16年）にはキロロ開発公社を吸収合併した。
こうしてヤマハ本体でリゾート経営を支える体制をとってきたが、ヤマハはついに2007年（平成19年）、キロロを含むリゾート4施設を三井不動産へ譲渡するに至った。

### タイ外資による買収
2012年（平成24年）にタイ王国の不動産会社「プロパティ・パーフェクト (PF) 」が、日本の企業再生コンサルティング「リプロジェクト・パートナーズ」との合弁会社「シェアグループ」を通じて、運営会社の「株式会社キロロアソシエイツ」を買収した。
2015年（平成27年）にはマリオット・インターナショナル（開業当時はスターウッド・ホテル&リゾート）と提携し、マウンテンホテルを「シェラトン北海道キロロリゾート」、ホテルピアノを「キロロトリビュートポートフォリオホテル北海道」にリブランドした。

### 年表
- 1987年（昭和62年）：赤井川村が日本楽器製造（現在のヤマハ）とともに「赤井川村森林レクリエーション協議会」設立。
- 1988年（昭和63年）：「ヤマハ北海道リゾート開発株式会社」設立。第三セクター「赤井川森林レクリエーション開発公社」設立。
- 1991年（平成3年）：赤井川森林レクリエーション開発公社が「株式会社キロロ開発公社」と改称。キロロスノーワールド、マウンテンホテル、スノーモービルワールドがオープン。
- 1992年（平成4年）：長さ3,300 mのゴンドラ新設[6]。
- 1993年（平成5年）：キロロゴルフクラブがオープン。TUBEが「TUBE LIVE AROUND SPECIAL'93 だって夏じゃない」開催。ホテルピアノ、キロロタウンがオープン。
- 1994年（平成6年）：ヤマハ北海道リゾート開発の営業権をヤマハリゾートに譲渡[17]。
- 1995年（平成7年）：ヤマハ北海道リゾート開発が清算。「北方圏フォーラム」知事サミット開催[18]。
- 1996年（平成8年）：チャペルキロロ[19]、温泉施設がオープン。
- 1999年（平成11年）：浜田省吾が「LET SUMMER ROCK '99」開催。
- 2001年（平成13年）：「株式会社キロロアソシエイツ」設立。
- 2003年（平成15年）：DREAMS COME TRUEが『史上最強の移動遊園地 DREAMS COME TRUE WONDERLAND 2003』開催。キロロゴルフクラブ閉鎖（2006年にレラゴルフクラブへ譲渡）[20]。
- 2004年（平成16年）：ヤマハがキロロ開発公社を吸収合併[21]。『全日本紙飛行機選手権大会』開催。
- 2007年（平成19年）：三井不動産が施設取得[22]。
- 2012年（平成24年）：赤井川村と住民避難の協定締結[23]。合弁会社の「シェアグループ」がキロロアソシエイツを買収[24]。
- 2015年（平成27年）：「株式会社キロロホテルズ」設立。スターウッド・ホテル&リゾートと業務提携し[25][26]、ホテルピアノをキロロトリビュートポートフォリオホテル北海道、マウンテンホテルをシェラトン北海道キロロリゾートにリブランド[27]。
- 2022年（令和4年）：スターウッド・ホテル&リゾートを合併したマリオット・インターナショナルが撤退、クラブメッドが施設取得[28]。シェラトン北海道キロロリゾートを「クラブメッド・キロロ ピーク」に改称し1棟体制で営業。
- 2023年（令和5年）キロロトリビュートポートフォリオホテル北海道を「クラブメッド・キロロ グランド」として再開業。

## 施設

### マウンテンセンター
- スキーショップ ヴァンクール
- キロロレンタルショップ（スキーシーズンのみ営業）
- コインロッカー
- 貸ロッカー
- レンタルルーム
- カフェテリア「ルミエール」
- マウンテンカフェ&ラウンジ
- ダブルブラックカフェ
- 和（なごみ）
- ときわ湯

### クラブメッド・キロロ ピーク
客室
- デラックスツイン (22 m²)
- デラックスキング (22 m²)
- スーペリアツイン (31 m²)
- スーペリアキング (31 m²)
- 和室 (39 m²)
- グランデルーム (60 m²)
- スイートツイン (96 m²)
- スイートキング (77 m²)

レストラン
- ビュッフェ リビエルージュ
- 炉端・寿司 北帰

その他
- フィットネス
- キロロショップ

### クラブメッド・キロロ グランド
客室
- スタンダードルーム (30 m² - 35 m²)
- スーペリアルーム (38 m² - 50 m²)
- スーペリアトリプル (42 m²)
- デラックスキングビューバス (36 m²)
- デラックスルーム (51 m² - 60 m²)
- オリエンタルスイート (65 m²)
- ジャパニーズスイート (65 m²)
- ジュニアスイート (68 m² - 84 m²)
- キロロスイート (140 m²)
- マウンテンスイート (149 m²)

レストラン・バー
- イタリアンレストラン アラ・モーダ
- アルパインブラッセリ―
- ワールドビュッフェ ポップ

MICE
- グレートルーム (1,125 m²)
- ライラック／ハマナス (各180 m²)
- スズラン／ラベンダー (各80 m²)
- エルムA,B,C,D (各40 m²)

その他
- 宿泊者専用浴場「喜多の湯」
- エステ&リラクゼーションサロン「KOTAN（コタン）」
- ホテルショップ
- チャペルキロロ

### キロロタウン・ネイチャーセンター
- キロロ温泉 遊湯館
  - 岩盤浴
  - リゾートプール
  - フィットネスセンター
- 寿司処 風雅
- ポッケ カフェ&ラウンジ
- ステーキハウス 旬彩
- グランシップ
- カラオケ
- リゾートマーケット
- ネイチャーセンター

### その他
- レクリエーションセンター
- パークゴルフ場
- テニスコート
- 森の広場
- ICE STAR RESORT KIRORO（冬季限定）[29]

### 関連する施設
2022年7月15日、キロロリゾートの関連会社や赤井川村観光協会で作るDMO（観光地域づくり法人）候補法人の赤井川村国際リゾート推進協会が、小樽市内の宿泊者に向けてキロロリゾートを含めた周辺のスキー場を「一つのリゾート」として周遊してもらうことを目的に、ウイングベイ小樽内に「小樽・きたしりべし スキー＆アドベンチャーセンター」を開設した。

センターはキロロリゾートのほかにスノークルーズ・オーンズ、小樽天狗山スキー場、朝里川温泉スキー場が参加し、冬場は各スキー場のリフト券販売やスキー・スノーボード用具レンタル、夏場は各スキー場のPRとロードバイクや釣り具のレンタルを行う。リフト券や各種レンタルはオンライン予約でも受け付けている。

## アクセス・駐車場
新千歳空港、札幌駅、小樽駅や小樽築港駅などから事前予約制のバスを運行している。また、シェラトン北海道キロロリゾートからキロロトリビュートポートフォリオホテル北海道までは約500m離れているため、無料シャトルバスを運行している。
- 小樽から車で約40分
- ニセコから車で約50分
- 札幌から車で約60分
- 新千歳空港から車で約90分
- 駐車場：2,000台

## 参考資料
- 河西邦人. “キロロ・スノーワールド”. New Directions of All Around Management. 2019年2月5日閲覧。